# Dekanovec
Dekanovec je vesnice a opčina v Chorvatsku, v Mezimuřské župě.
V roce 2001 zde žilo 832 obyvatel. Opčinu tvoří jediné sídlo – Dekanovec. Území opčiny sousedí s Maďarskem.